# 希特勒之書
《希特勒之书：给斯大林的秘密档案》（德語：Das Buch Hitler）是一部出版于2005年的长篇苏联报告，这份关于阿道夫·希特勒的一生的报告最初是在约瑟夫·斯大林的指示下编纂的。经德国学者马蒂亚斯·乌尔（Matthias Uhl）和亨里克·埃伯勒翻译并编辑后，该报告得以成书。
第二次世界大戰歐洲戰場結束后不久，斯大林怀疑阿道夫·希特勒自殺这一官方说法有假，斯大林懷疑阿道夫·希特勒获得了西方盟国的政治庇护，因此编纂《希特勒之书》这一报告的计划便开始了。  :xxiv